# Лунгъёган (приток Колекъёгана)
Лунгъёган (устар. Лунг-Ёган) — река в России, протекает по территории Нижневартовского района Ханты-Мансийского автономного округа. Устье реки находится в 185 км по левому берегу реки Колекъёган. Длина реки — 194 км, площадь водосборного бассейна — 2170 км².
Притоки: Ай-Лунгъёган, Варынгъёган.

## Данные водного реестра
По данным государственного водного реестра России относится к Верхнеобскому бассейновому округу, водохозяйственный участок реки — Вах, речной подбассейн реки — бассейн притоков (Верхней) Оби от Васюгана до Ваха. Речной бассейн реки — (Верхняя) Обь до впадения Иртыша.
Код объекта в государственном водном реестре — 13011000112115200040340.